# Dirck Barendsz
Dirck Barendsz (Amsterdã, 1534 - Amsterdã, enterrado em 26 de maio de 1592) foi um pintor e ilustrador holandês.
Barendsz recebeu suas primeiras aulas de pintura do seu pai, o pintor Barend Dircksz (aka Doove Barend). Aos dezenove anos de idade ele partiu para Roma e depois para Veneza, onde foi aluno de Ticiano. Em 1562, regressou aos Países Baixos e estabeleceu-se como pintor em Amsterdã. Ele cobriu um amplo campo da pintura, pintando entre outros retratos, natureza-mortas, paisagens urbanas, interiores e cenas religiosas.